# Ligustrum
Ligustrum L., 1753 è un genere di piante arbustive della famiglia delle Oleacee.

## Etimologia
Il nome del genere deriva da un antico nome latino, già usato da Plinio il Vecchio (23 – 79]) scrittore, ammiraglio e naturalista romano, e da Virgilio (70 a.C. – 19 a.C.), poeta romano, per le piante chiamate volgarmente ligustro o olivella. ll primo botanico a usare questo nome associato al "ligustro" è stato Dioscoride (Anazarbe, 40 circa – 90 circa), medico, botanico e farmacista greco dell'antichità, che esercitò a Roma ai tempi dell'imperatore Nerone; mentre in "tempi moderni" è stato il botanico francese Joseph Pitton de Tournefort (Aix-en-Provence, 5 giugno 1656 – Parigi, 28 dicembre 1708) a usare questo vocabolo con valore di genere.
Il nome deriva dal latino ligare: fa riferimento alla possibilità di usare i suoi rami flessibili per legature in diversi lavori agricoli. Il nome scientifico è stato definito da Linneo (1707 – 1778), biologo svedese considerato il padre della moderna classificazione scientifica degli organismi viventi, nella pubblicazione "Species Plantarum - 1: 7. 1753" del 1753.

## Descrizione
Queste piante possono arrivare fino ad una altezza di 20 - 30 metri. La forma biologica è fanerofita arborea (P scap), sono piante legnose con portamento arboreo e gemme poste ad altezze dal suolo superiori ai due metri. Altre forme biologiche sono: nano-fanerofita (NP), sono piante perenni e legnose, con gemme svernanti poste ad un'altezza dal suolo tra i 30 cm e i 2 metri o anche fanerofite cespugliose (P caesp) a seconda del tipo di crescita. Alla base del fusto possono formarsi diversi stoloni che diffondendosi per via vegetativa creano densi cespugli. In genere queste piante sono profumate dal tipico odore di lattice.

### Radici
Le radici in genere sono legnose.

### Fusto
La parte aerea del fusto è cespugliosa e prostrata oppure decisamente arborea ma sempre molto ramosa; la corteccia in genere è colorata di bruno-verdastro e liscia.

### Foglie
Le foglie sono intere, coriacee e lucide, verdi su entrambe le facce ed hanno un portamento opposto; formano dei verticilli a 2 a 2 e ogni verticillo è posizionato a 90° rispetto a quello sottostante. In genere le foglie sono caduche (nelle zone climatiche più calde come nel Mediterraneo sono più o meno persistenti anche durante la stagione invernale). Le foglie sono picciolate e si dividono in foglie basali (quelle dei rami più bassi) con una lamina da ovale-acuminata a ellittica e quelle apicali con lamine lanceolate. Sia il picciolo che le venature centrali possono essere rossastre. Le stipole sono assenti. 

### Infiorescenza
Le infiorescenze sono formate da pannocchie terminali con forme ovato-piramidali. I fiori sono raccolti densamente e in genere sono subsessili.

### Fiore
- I fiori sono ermafroditi, actinomorfi e tetraciclici (ossia formati da 4 verticilli: calice– corolla – androceo – gineceo) e tetrameri (ogni verticillo ha 4 elementi).
- Formula fiorale. Per la famiglia di queste piante viene indicata la seguente formula fiorale:[9][10]

* K (4), [C (4), A 2], G (2), supero, bacca/capsula.
- Il calice, gamosepalo, è piccolo a forma campanulato-troncata e termina con 4 lobi o denti.
- La corolla è gamopetala e ruotata, con forme più o meno da obconiche a imbutiformi. Termina con 4 lobi valvati a forma di cappuccio lievemente patenti; la parte tubolare è meno lunga della parte lobata, ma più lunga del calice. Il colore della corolla è bianco-latte a volte bianco-rossastro.
- L'androceo è formato da 2 stami inclusi (o sporgenti) e adnati alla corolla (alla bocca del tubo). Le antere, con forme oblunghe, sono formate da due teche con deiscenza longitudinale. Il colore delle antere è giallo o viola. Il polline è tricolpato.
- Il gineceo è bicarpellato (sincarpico - formato dall'unione di due carpelli) ed ha un ovario supero, biloculare con 2 ovuli penduli per loculo. Gli ovuli sono provvisti di un solo tegumento e sono tenuinucellati (con la nocella, stadio primordiale dell'ovulo, ridotta a poche cellule).[12] La placentazione è assile. Lo stilo, più corto degli stami, è unico e termina con uno stigma bifido. Il nettare è secreto dalle ovaie.

### Frutti
Il frutto è una bacca subsferica con endocarpo membranoso o cartaceo, raramente è una drupa oppure è lucolicida. I semi sono da 1 a 4 con endosperma carnoso e con una breve radichetta verso l'alto. Il colore del frutto in genere è nero lucido tendente al rossastro cupo; le bacche sono velenose.

## Biologia
Le specie di questo genere si riproducono per impollinazione mediata dagli insetti (impollinazione entomogama) o dal vento (impollinazione anemogama).
I semi cadendo (dopo aver eventualmente percorso alcuni metri a causa del vento - dispersione anemocora) a terra sono dispersi soprattutto da insetti tipo formiche (mirmecoria).

## Distribuzione e habitat
L'area di origine delle specie di questo genere è sia europea (Europa centro meridionale e Africa settentrionale) sia est-asiatica (Cina, Corea e Giappone), con habitat temperati. Allo stato spontaneo cresce nei boschi e nelle siepi. In Europa è soprattutto naturalizzata (come anche nell'America del Nord).

### Distribuzione delle specie alpine
Delle cinque specie presenti sul territorio italiano solamente due si trovano sull'arco alpino. La tabella seguente mette in evidenza alcuni dati relativi all'habitat, al substrato e alla distribuzione delle specie alpine.
| Specie | Comunità vegetali | Piani vegetazionali | Substrato  | pH            | Livello trofico | H2O   | Ambiente | Zona alpina                         |
| --- | ----------------- | ------------------- | ---------- | ------------- | --------------- | ----- | -------- | ----------------------------------- |
| Ligustrum lucidum | 14                | collinare           | Ca - Si    | neutro        | medio           | medio | B9       | tutto l'arco alpino (naturalizzato) |
| Ligustrum vulgare | 13                | montano collinare   | Ca - Ca/Si | basico-neutro | basso           | medio | G4 I2 I3 | tutto l'arco alpino                 |
| Legenda e note alla tabella. Substrato: con “Ca/Si” si intendono rocce di carattere intermedio (calcari silicei e simili). Zona alpina: vengono prese in considerazione solo le zone alpine del territorio italiano. Comunità vegetali: 13 = comunità arbustive; 14 = comunità forestali. Ambienti: B9 = coltivi umani; G4 = arbusteti e margini dei boschi; I2 = boschi di latifoglie; I3 = querceti submediterranei. |                   |                     |            |               |                 |       |          |                                     |

## Tassonomia
La famiglia delle Oleaceae) comprende 27 generi e circa 600 specie con distribuzione cosmopolita dalle regioni tropicali fino a quelle temperate. Il genere Ligustrum fa parte della sottotribù Ligustrinae (tribù Oleeae); gruppo botanico caratterizzato dalla presenza di flavoni glicosidi, ovario con 2 ovuli penduli per loculo, vasi multipli e fibre libriformi nel legno.
Il numero cromosomico delle specie di questo genere è: 2n = 46 (48).

### Specie
Il genere comprende le seguenti specie:
- Ligustrum angustum B.M.Miao, 1985
- Ligustrum australianum F.Muell., 1865
- Ligustrum compactum (Wall. ex G.Don) Hook.f. & Thomson ex Brandis, 1874
- Ligustrum confusum Decne., 1879
- Ligustrum cumingianum Decne., 1879
- Ligustrum delavayanum Har., 1900
- Ligustrum expansum Rehder, 1916
- Ligustrum gamblei Ramamoorthy, 1976
- Ligustrum glomeratum Blume, 1851
- Ligustrum gracile Rehder, 1916
- Ligustrum henryi Hemsl., 1889
- Ligustrum ibota Siebold, 1846
- Ligustrum japonicum Thunb., 1780
- Ligustrum leucanthum (S.Moore) P.S.Green, 1995
- Ligustrum lianum P.S.Hsu, 1966
- Ligustrum lindleyi (Wall. ex G.Don) P.S.Green, 1995
- Ligustrum liukiuense Koidz., 1916
- Ligustrum lucidum W.T.Aiton, 1810
- Ligustrum micranthum Zucc., 1846
- Ligustrum morrisonense Kaneh. & Sasaki, 1931
- Ligustrum myrsinites Decne., 1879
- Ligustrum nepalense Wall., 1820
- Ligustrum novoguineense Lingelsh., 1927
- Ligustrum obovatilimbum B.M.Miao, 1985
- Ligustrum obtusifolium Siebold & Zucc., 1846
- Ligustrum ovalifolium Hassk., 1844
- Ligustrum perrottetii A.DC., 1844
- Ligustrum pricei Hayata, 1915
- Ligustrum punctifolium M.C.Chang, 1985
- Ligustrum quihoui Carrière, 1869
- Ligustrum retusum Merr., 1935
- Ligustrum robustum (Roxb.) Blume, 1851
- Ligustrum salicinum Nakai, 1918
- Ligustrum sempervirens (Franch.) Lingelsh., 1920
- Ligustrum sinense Lour., 1790
- Ligustrum stenophyllum Quisumb. & Merr., 1928
- Ligustrum strongylophyllum Hemsl., 1889
- Ligustrum tamakii Hatus., 1977
- Ligustrum tenuipes M.C.Chang, 1985
- Ligustrum tschonoskii Decne., 1879
- Ligustrum undulatum Blume, 1851
- Ligustrum vulgare L., 1753
- Ligustrum xingrenense D.J.Liu, 1988

### Specie spontanee italiane
In Italia sono presenti le seguenti specie (più o meno naturalizzate):
- Ligustrum japonicum Thunb., 1780: è un arbusto di 1 - 4 metri sempreverde; allo stato spontaneo si trova solo nei Friuli-Venezia Giulia.
- Ligustrum lucidum Aiton, 1810: può essere alto oltre 10 metri; si trova in modo discontinuo su tutto il territorio italiano.
- Ligustrum ovalifolium Hassk., 1844: è originario del Giappone; è altro 1 - 2 metri; si trova inselvatichito solamente al Nord.
- Ligustrum sinense Lour., 1790: allo stato spontaneo si trova un po' in tutta italia
- Ligustrum vulgare L., 1753: si tratta di un arbusto alto al massimo 2 - 3 metri; è la specie che meglio si è naturalizzata sul territorio italiano.

### Alcune specie

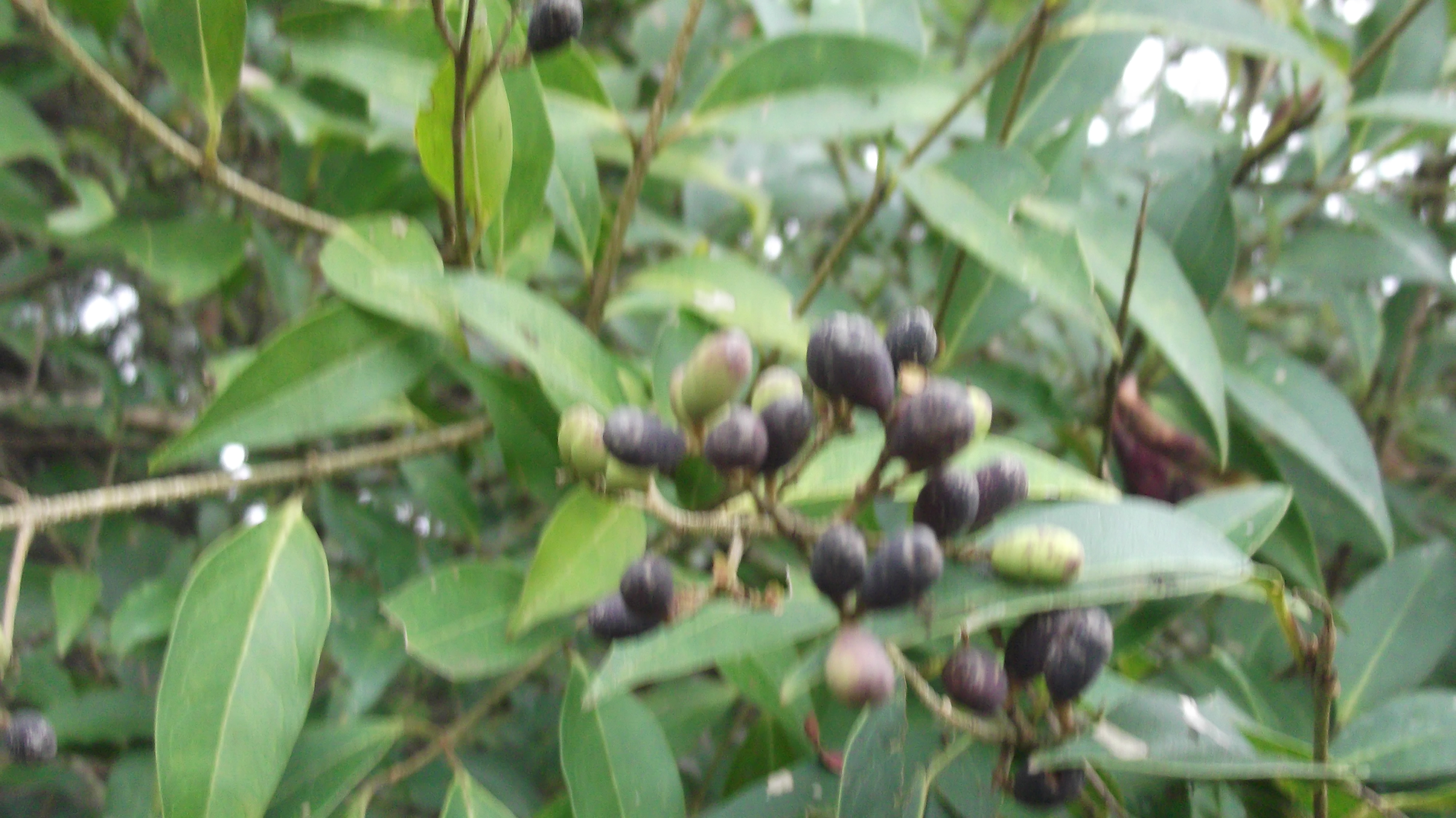
Ligustrum gamblei
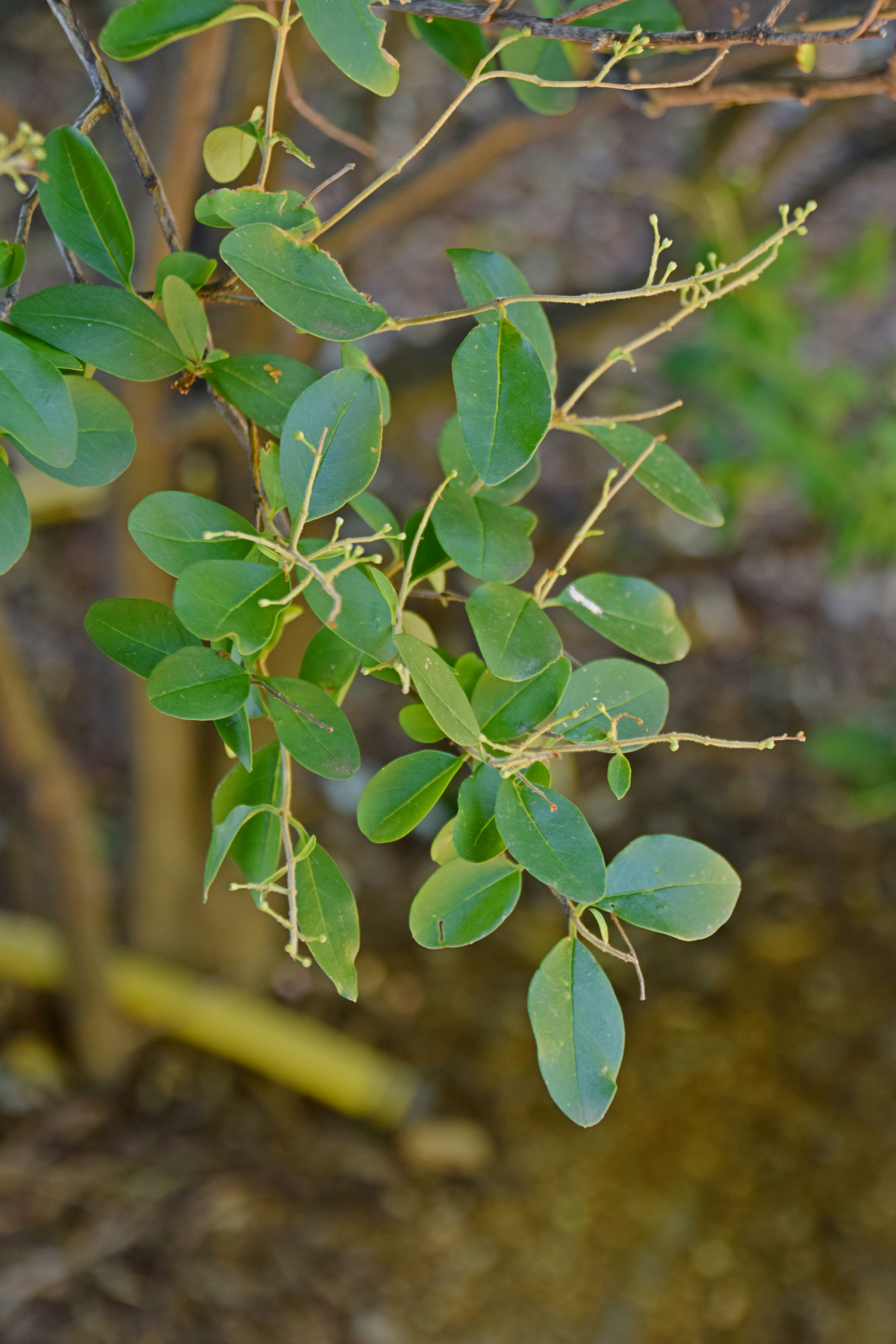
Ligustrum ibota
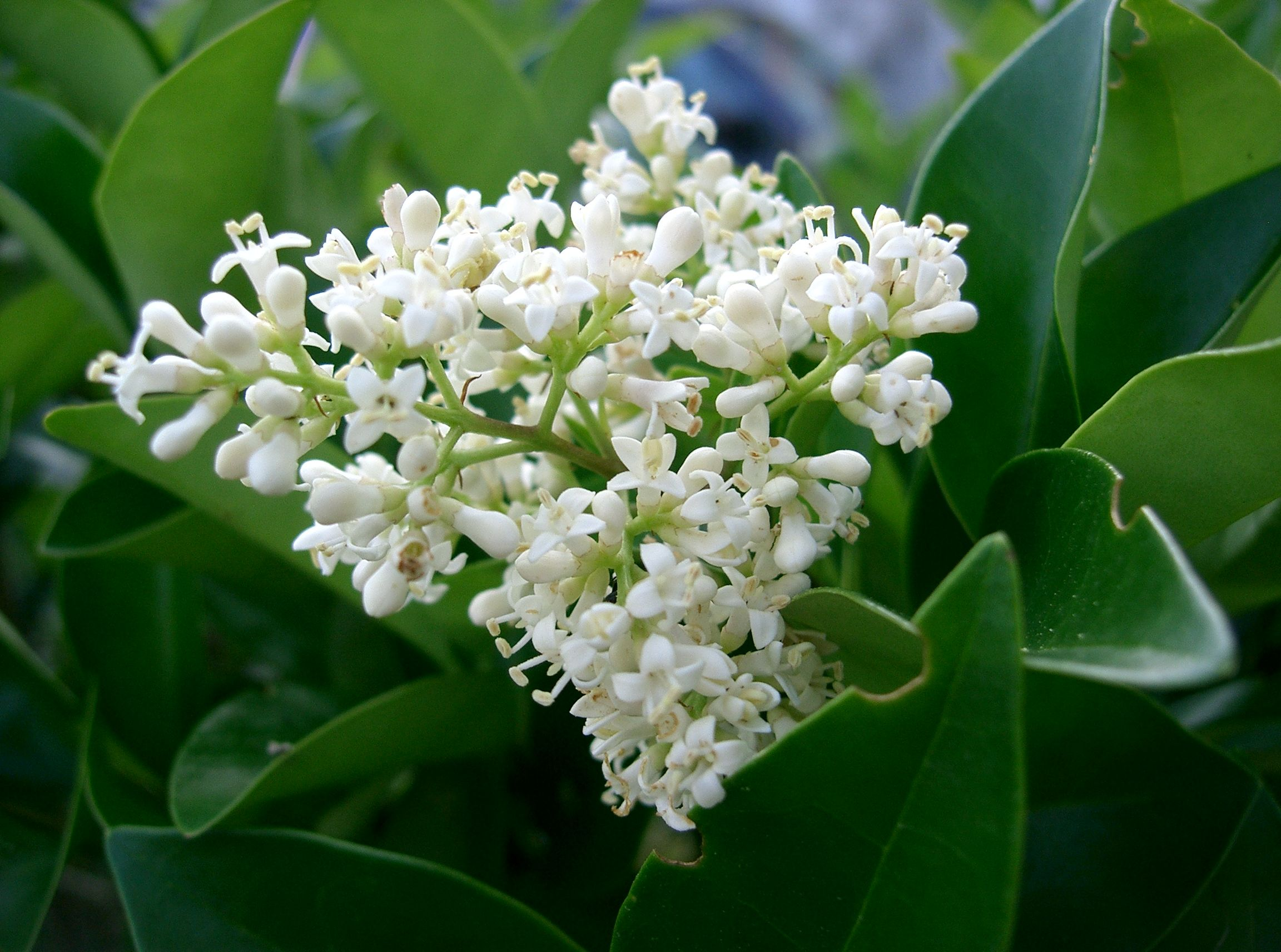
Ligustrum japonicum
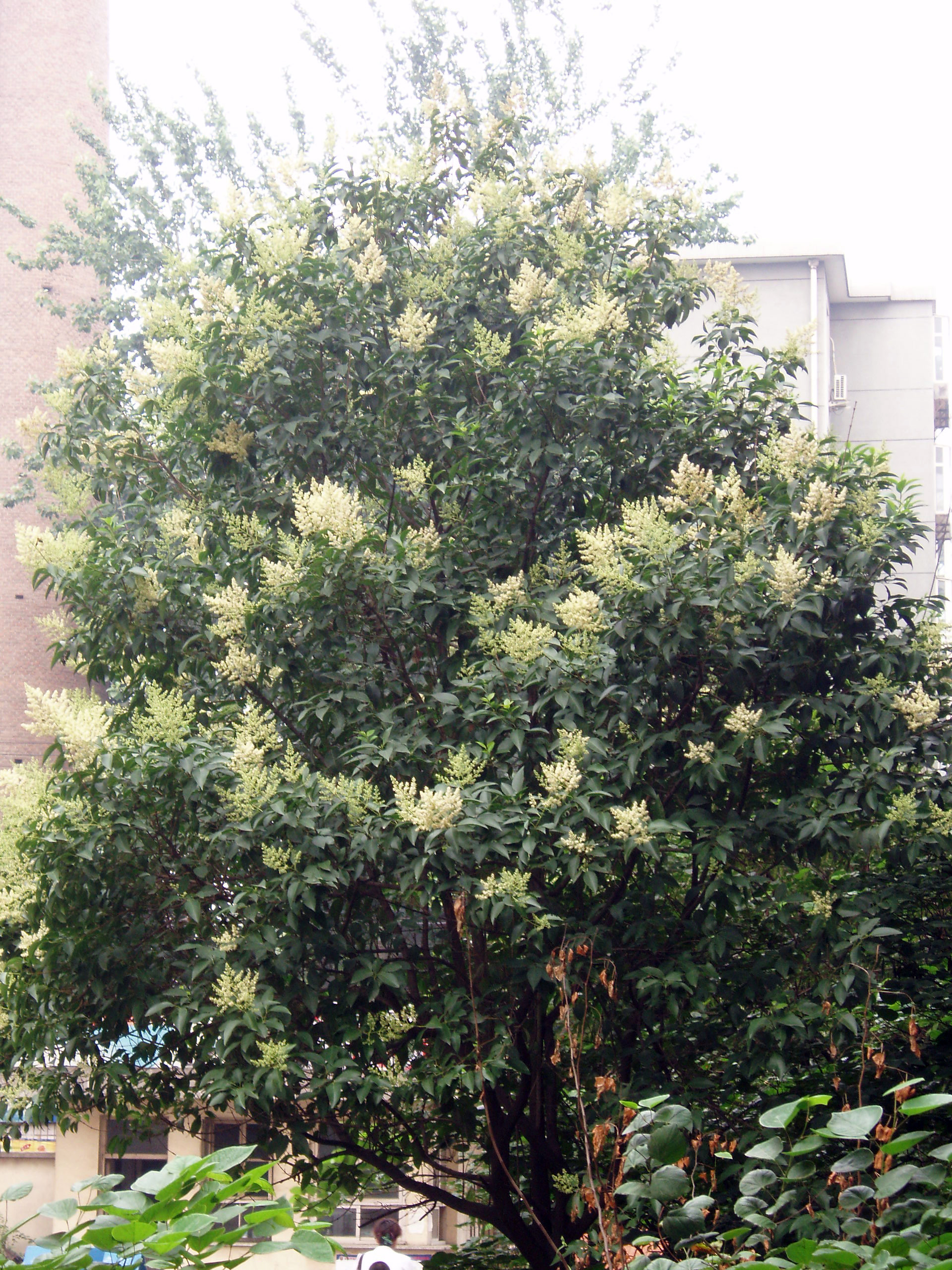
Ligustrum lucidum
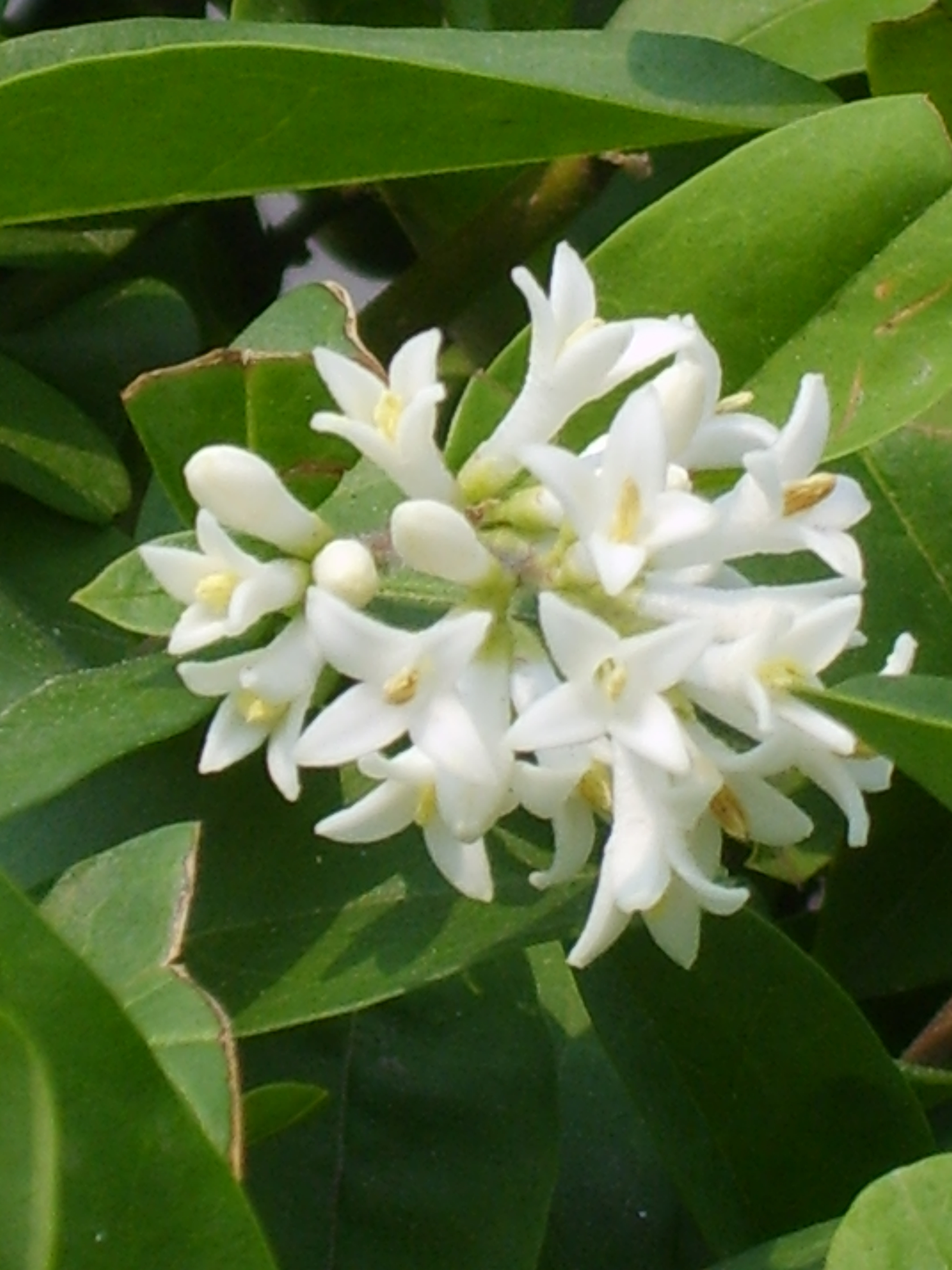
Ligustrum obtusifolium
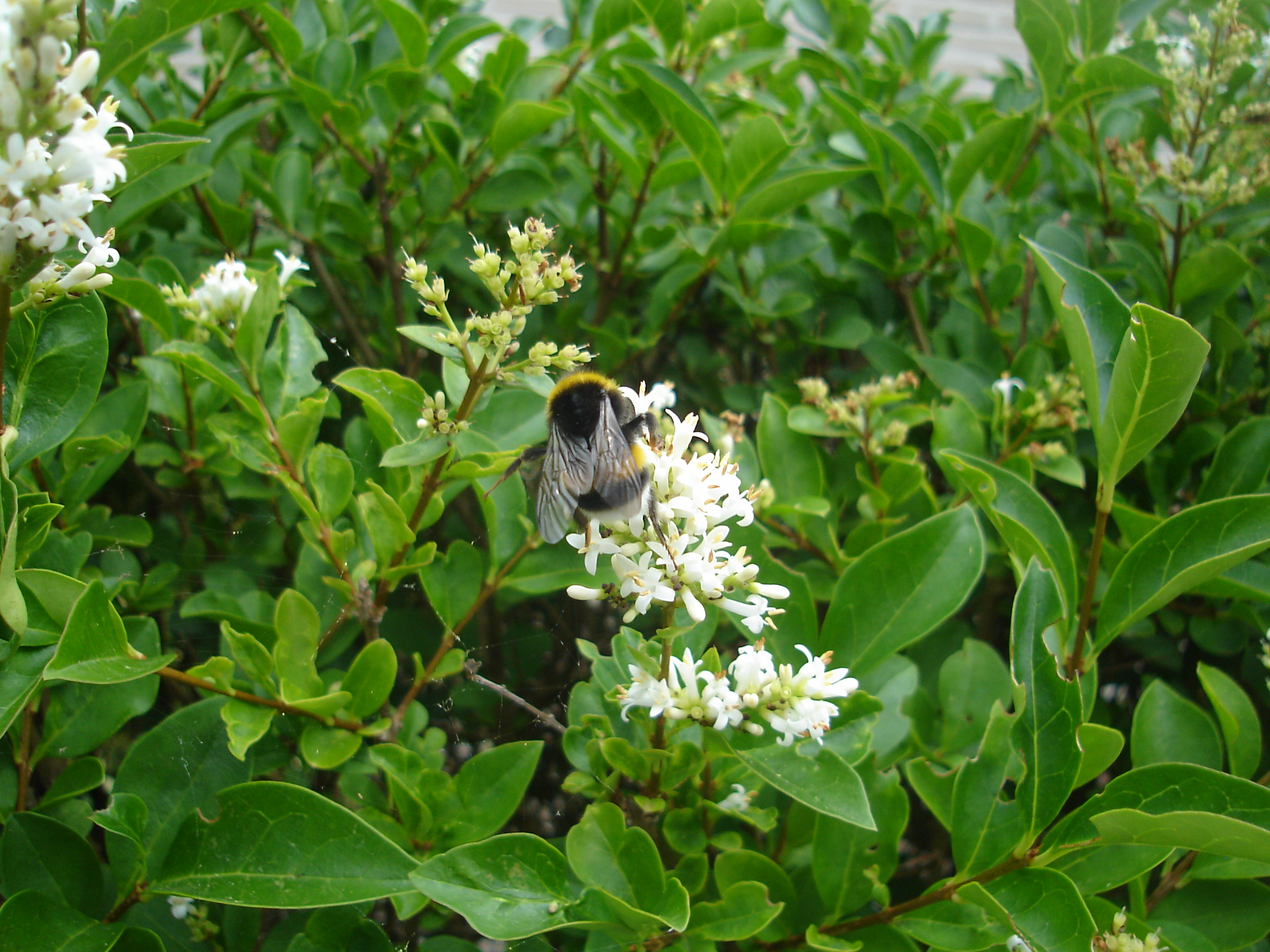
Ligustrum ovalifolium
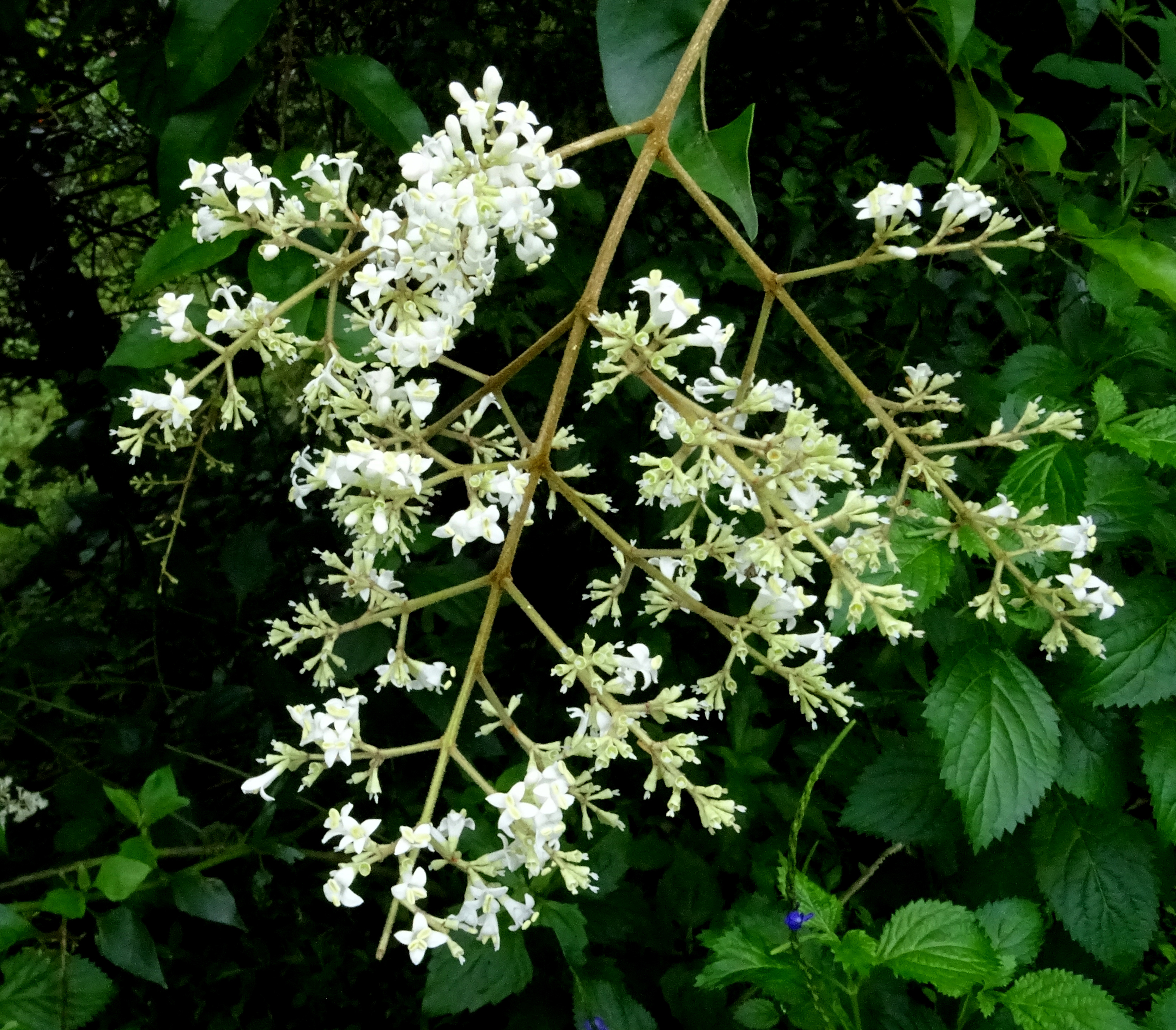
Ligustrum perrottetii
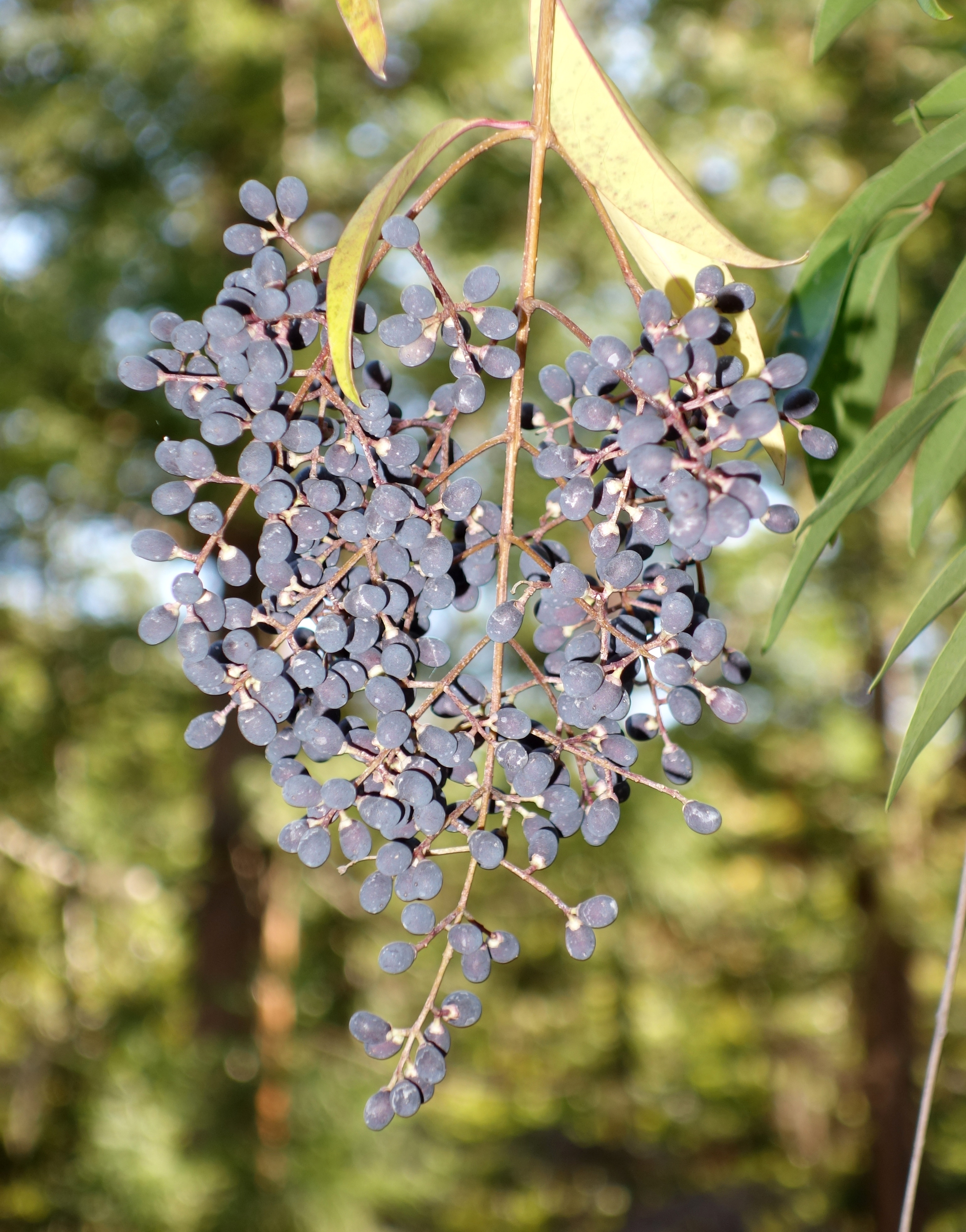
Ligustrum quihoui
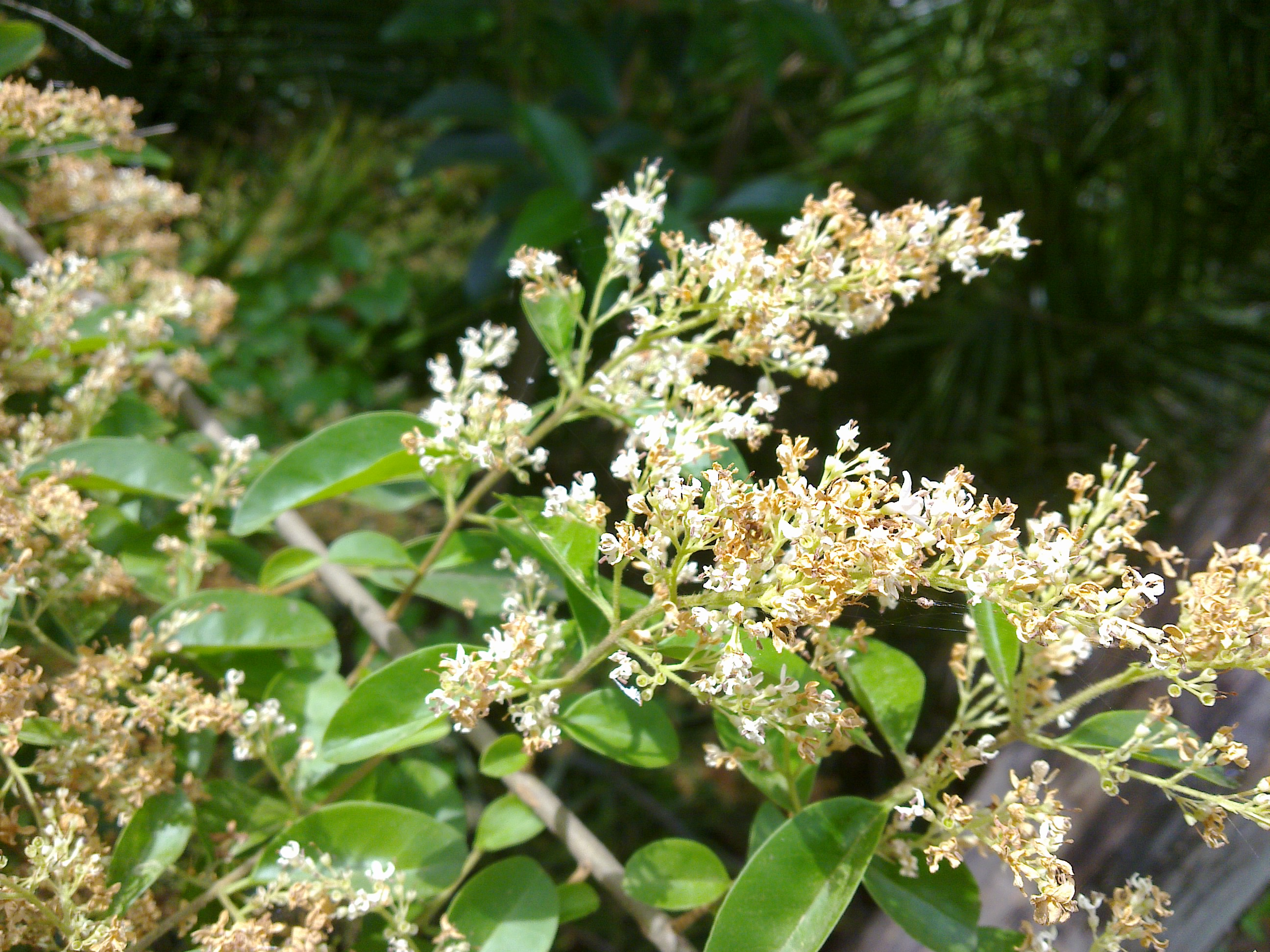
Ligustrum sinense
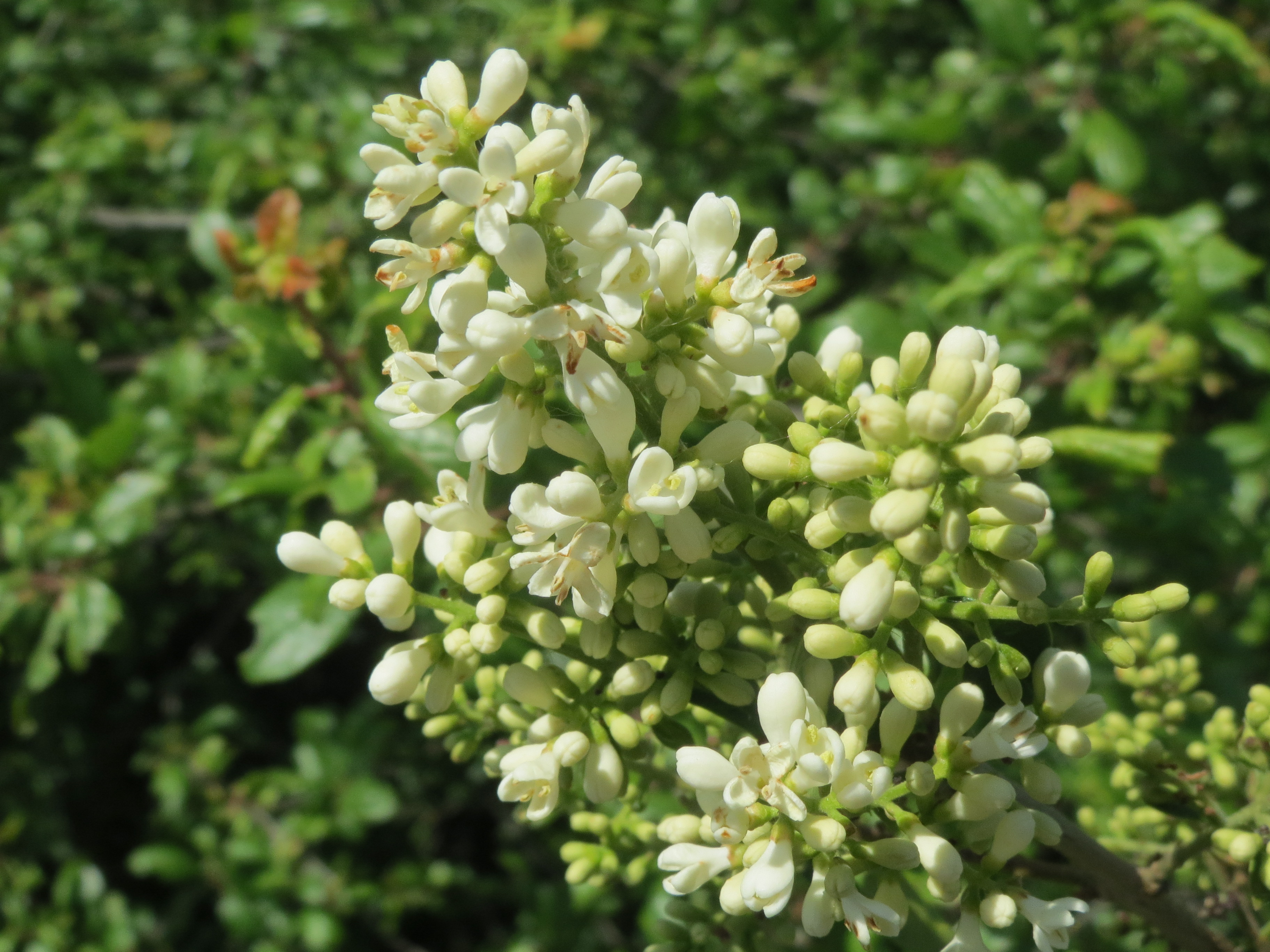
Ligustrum vulgare

## Usi
Il genere si compone di arbusti e piccoli alberi sempreverdi o decidui che per la loro resistenza sono spesso usati in giardini (piante ornamentali), a costituire barriere verdi occludenti, o siepi.
Dalle bacche si estrae, mediante trattamento con acqua distillata bollente, una sostanza colorante, la ligulina, che è usata come indicatore chimico di pH in quanto ha la proprietà di virare al color rosso in ambiente acido (da pH 6 a 0), e di virare al verde in ambiente basico (da pH 8 a 14). Segnala, inoltre, la presenza di calcare nell'acqua, col viraggio dell'acqua stessa al colore azzurro.